# Nyotini
Nyotini es un pueblo y nagar Panchayat situado en el distrito de Unnao en el estado de Uttar Pradesh (India). Su población es de 7577 habitantes (2011). 

## Demografía
Según el censo de 2011 la población de Nyotini era de 7577 habitantes, de los cuales 3952 eran hombres y 3625 eran mujeres. Nyotini tiene una tasa media de alfabetización del 59,49%, inferior a la media estatal del 67,68%: la alfabetización masculina es del 67,68%, y la alfabetización femenina del 50,58%.